# 和歌山県立和歌山東高等学校
和歌山県立和歌山東高等学校（わかやまけんりつわかやまひがしこうとうがっこう）は、和歌山県和歌山市に所在する和歌山県立高等学校。略称は和東、または単に東。

## 沿革

### 年表
- 1974年4月1日 - 開校。
- 1994年 - 全国高等学校剣道選抜大会で初優勝。
- 2003年 -  全国高等学校剣道選抜大会で2回目の優勝。
- 2022年 - 選抜高等学校野球大会に初出場。（1回戦：○8-2倉敷工、2回戦：●0-7浦和学院）[1]

## 設置学科
- 普通科 - 2年次から2つのコースに分かれて学習する[2]。
  - Ⅰコース - 商業分野・体育・芸術の分野に分かれ、四年制大学・短期大学への進学を目指すコース。
  - Ⅱコース - 科目を選択履修することで、四年制大学・短期大学や医療看護系の進学を目指すコース。2年次は文系・理系に分かれずに共通科目を履修し、3年次で興味や関心のある教科・科目をより深く学習することができる。

## 基礎データ

### 所在地
和歌山県和歌山市森小手穂136

### アクセス
和歌山電鐵貴志川線岡崎前駅から徒歩約6分。

### 象徴

#### 校章
全体としては紀伊風土記の丘にちなんだ銅鏡を象徴している。中心にアブラナ、ダイコン等のアブラナ科植物の花弁を配し、閑静な田園地帯であることを示している。また、縁取りは方位を表している。

## 部活動

### 体育部
- 剣道部
- サッカー部
- レスリング部
- バスケットボール部
- 陸上競技部
- フェンシング部
- 硬式テニス部
- ソフトテニス部
- バレーボール部
- ウエイトリフティング部
- 柔道部
- 硬式野球部
- 卓球部
- 水泳部

### 文化部
- 書道部
- 図書出版局
- 吹奏楽部
- 美術部
- 英語部
- 家庭部
- 写真部
- 演劇部
- JRC
- 囲碁・将棋部
- 合唱部
- 軽音楽同好会
- 放送局
- 茶道・華道部
- 科学部
- ビジネス探究部

## 出身者
- SABU - 俳優、映画監督
- 田中将斗 - プロレスラー
- 津森宥紀 - プロ野球選手
- 谷村剛 - プロ野球選手
- 落合秀市 - プロ野球選手（独立リーグ）